# Пять Докторов
Пять Докторов (англ. The Five Doctors) — эпизод британского научно-фантастического телесериала «Доктор Кто», выпущенный в честь двадцатилетия программы. Впервые показан на американском телеканале WTTW 23 ноября 1983 года, в день юбилея, и спустя два дня — на британском телеканале BBC. В серии появляются все пять существующих на тот момент инкарнаций Доктора.

## Сюжет
Некто при помощи Временного ковша переносит предыдущие инкарнации Доктора — первую, вторую и третью (четвёртая вместе с Романой застревает во временном вихре) — его спутников (Сару Джейн Смит, Сьюзен Форман и бригадира Леттбридж-Стюарта) и врагов (далеков и киберлюдей) в Мёртвую зону на Галлифрей. Пятый Доктор, отдыхая вместе со своими спутниками Тиган и Турлоу в районе Ока Ориона, чувствует боль, когда его бывшие воплощения изымаются из своих временных потоков. Тиган и Турлоу относят его в ТАРДИС, которая переносит их на Галлифрей, где пятый встречает первого Доктора. Остальные инкарнации, прибывшие по отдельности, вынуждены принять участие в так называемой игре Рассилона: вместе со своими компаньонами отправляются к Тёмной башне в середине Мёртвой зоны, по пути отбиваясь от монстров.
Верховный Совет Повелителей времени, состоящий из Канцлера Флавии, Кастелана и во главе с Лордом Президентом Борусой, узнают о том, что кто-то перенёс все инкарнации Доктора в Мёртвую зону. Взамен на восстановление всех потраченных регенераций, они предлагают Мастеру спасти Доктора, который в данный момент фактически не существует, так как все его инкарнации изъяты из их временных линий. Мастер соглашается сотрудничать и получает копию печати Верховного Совета, чтобы доказать Докторам, что он сотрудничает с Советом, а также телепортирующее устройство, чтобы в случае опасности выбраться из Мёртвой Зоны. Мастер пытается убедить встретившегося ему третьего Доктора, что он на его стороне, но тот не верит и предполагает, что он мог просто украсть печать. Мастера встречает пятый Доктор и, когда тот попадает под обстрел киберлюдей, при помощи его устройства телепортируется в Совет. Из-за того, что киберлюди быстро обнаружили Мастера, пятый Доктор предполагает, что внутри телепортатора спрятан локационный маяк. Совет проводит обыск; у Кастеллана находят Тёмные свитки Рассилона и обвиняют в измене. Доктор и Флавия не верят в виновность Кастеллана. Доктор находит в комнате Борусы спрятанную комнату с Временным ковшом. Боруса рассказывает, что он, будучи одержимым править Галлифреем вечно, намерен найти источник бессмертия Рассилона, который предположительно мёртв и находится в гробнице в Тёмной башне. Он перенёс все инкарнации Доктора, чтобы они расчистили ему путь к гробнице. При помощи диадемы Рассилона, Боруса без труда подчиняет себе Доктора и заставляет помогать.
Три Доктора вместе со спутниками по отдельности добрались до башни и встретились в гробнице. Надпись на древнегаллифрейском языке гласит, что тот, кто желает бессмертия, должен снять кольцо с руки Рассилона, но должен помнить, что «тот, кто выиграет — проиграет, а тот, кто проиграет — выиграет». Появляется Мастер, который решает сам забрать кольцо, но Бригадир, Сара и Тиган связывают его. Доктора отключают защитные щиты и переносят в башню ТАРДИС с оставшимися внутри Сьюзен и Турлоу. Боруса и пятый Доктор телепортируются из Капитолия в гробницу. Все Доктора мысленно концентрируются и освобождают разум пятого Доктора от контроля Борусы. Над могилой появляется образ Рассилона, который предлагает Борусе принять бессмертие и надеть кольцо, однако Боруса обращается в камень, а кольцо возвращается на палец тела Рассилона. Первый Доктор догадался, что это и подразумевалось под бессмертием и что игра Рассилона — способ избавиться от Повелителей времени, желающих жить вечно, так как Рассилон понял, что это не дар, а проклятие. Дух Рассилона возвращает все инкарнации Доктора в их временные линии, а четвёртого Доктора вызволяет из временного вихря. Канцлер Флавия сообщает пятому Доктору, что Совет принял решение назначить его на должность Лорд Президента Галлифрея. Доктор приказывает ей возвращаться в Цитадель и замещать его в Совете, пока он не вернётся, так как в ближайшее время делать это он не намерен.

## Информация о создании
- Съёмки проходили в Куум-Бухан, Лланбедр, Уэльс[3].
- Рабочее название серии — «Шесть Докторов». Автором сценария был бывший редактор сценариев Роберт Холмс, а по сюжету пять воплощений Доктора были похищены киберлюдьми в надежде извлечь ДНК Повелителя времени и превратить себя в Киберповелителей. Первый Доктор и Сьюзен были бы андроидами-самозванцами (отсюда название «Шесть Докторов»). Тем не менее, на начальной стадии Холмса сменил ещё один бывший редактор сценариев Терренс Дикс, а некоторые моменты своего сценария Холмс позже использовал в серии «Два Доктора» (1985).
- Оригинальный сценарий включал в себя появления автонов, которые последний раз на тот момент появлялись в серии «Террор автонов». После того, как персонажи переместились бы в Мёртвую зону, автоны должны были напасть на Сару Джейн и третий Доктор спас бы её. Однако в связи с финансовыми ограничениями, в окончательном варианте сценария сцена была удалена и заменена.
- Изначально продюсер Джон Нейтан-Тёрнер выбрал на должность режиссёра Вариса Хуссейна, который срежиссировал первую серию «Доктора Кто», «Неземное дитя» в 1963 году. Но в то время Хуссейн работал в Соединённых Штатах и не смог принять предложение[4]. Нейтан-Тёрнер выбрал ещё одного ветерана сериала, Дугласа Кэмфилда, но тот также отказался, возможно из-за тяжелой болезни сердца, от которой он скончался в начале 1984 года.
- Было подготовлено 2 варианта серии: полуторачасовой вариант и традиционный вариант из четырёх эпизодов в целом того же хронометража. Последний вариант был предназначен для международных и повторных трансляций. Были вырезаны сцены падения Сары со склона, сцены, где киберлюди устанавливают бомбы вокруг ТАРДИС, а Турлоу и Сьюзен наблюдают за этим, и сцена, где первый Доктор и Теган встречаются с Мастером в Тёмной башне.
- На рекламных фотографиях к эпизоду была использована восковая фигура четвёртого Доктора Тома Бейкера из музея мадам Тюссо. Бейкер, хотя и отказался сниматься в серии, согласился принять участие в фотосессии к двадцатилетию сериала, но Нейтан-Тёрнер, полагая, что Бейкер не сможет появиться, задействовал его восковую фигуру[5].
- «Пять Докторов» — первая серия классического сериала «Доктора Кто», весь отснятый и записанный материал которой, включая все удалённые и добавленные сцены, до сих пор существует в студийном качестве, что позволило выпустить расширенную версию 1995 года, которая вышла на VHS.
- Костюм йети в последний раз использовался на съёмках серии «Паутина страха» в 1968 году и пострадал от долгого хранения, потому сцены с йети снимались в темноте и при определённом ракурсе[6].
- Саундтреком, закрывающим серию, стала не привычная тема сериала эпохи пятого Доктора, а немного измененная закрывающая тема эпохи первого Доктора, соединенная с некоторыми элементами вышеуказанной темы. В мелодии ясно слышится сначала повышенная в тонах тема первого, а позже, после середины, слышно переход к теме пятого Доктора.

## Актёрский состав
- Роль первого Доктора сыграл Ричард Хандралл, так как оригинальный исполнитель, Уильям Хартнелл, скончался в 1975 году. Однако перед открывающими титрами добавлена сцена с первым Доктором из эпизода «Вторжение далеков на Землю» 1968 года.
- Том Бейкер отказался снова сыграть роль четвёртого Доктора, так как не хотел появляться в сериале так быстро после своего ухода (однако позже Бейкер признался, что сожалеет о своём решении). Две коротких сцены с четвёртым Доктором и Романой взяты из непоказанного эпизода «Шада».
- В оригинальном сценарии комбинации Доктор-спутник были разными. До того, как Том Бейкер отказался от роли, четвёртый Доктор должен был появиться с Сарой Джейн, третий Доктор с Бригадиром, а второй — с Джейми Маккриммоном[7]. Когда Бейкер отказался играть, а исполнитель роли Джейми Фрейзер Хайнс был занят, комбинации поменялись: второй Доктор появился с Бригадиром, третий — с Сарой Джейн, а четвёртый — с Романой II. Однако позже Фрейзер Хайнс всё же смог принять участие в съёмках эпизода. Он сыграл Джейми в сценах, где появляются голограммы бывших компаньонов Докторов.
- Изначально сцены с Джейми и Зои были написаны для Зои и Виктории Уотерфилд. Доктор понял бы, что они не настоящие, когда Виктория назвала бы Леттбридж-Стюарта «Бригадир», хотя в сериале Виктория встретилась с ним когда он был полковником в серии «Паутина страха». Однако Дебора Уотлинг не смогла принять участие в съёмках, а Фрейзер Хайнс выкроил день, и потому сцены были переписаны под него.
- Джон Левин попросил снова сыграть сержанта Бентона, но возражал, чтобы его персонаж забыл о том, кто такой Доктор. В итоге Левин отказался от участия, и вместо Бентона в серии появился капитан Майк Йейтс[8].

## Новеллизация
В ноябре 1983 года издательство Target Books выпустило печатную версию серии (ISBN 0-426-19510-8). Её написал Терренс Дикс, а постоянный художник «Доктора Кто» Эндрю Скиллетер стал автором обложки. Книга стала первой новеллизацией Target, которая была выпущена до того, как серия была показана по телевидению. Сюжет книги значительно расширен, в него включены множество удалённых сцен, которые впоследствии вышли в специальном VHS-издании серии в 1995 году.

## Трансляции и выход на носителях
Впервые «Пять Докторов» была показана в США на фактическую дату двадцатилетия сериала — 23 ноября 1983 года. Трансляция в Великобритании была отложена на два дня, чтобы совпасть с благотворительным вечером BBC «Дети в нужде».
Разделённая на четыре части версия серии была показана на BBC One 14-17 августа 1984 года. В сентябре 1985 года «Пять Докторов» была выпущена на VHS и Betamax первый раз, а в 1990 году — во второй раз (только на VHS) в Великобритании и в 1994 году — уже на дисках в США.
В 1995 году вместе с серией «Демоны короля» был выпущен специальный бокс-сет с эпизодом «Пять Докторов». В серии были обновлены спецэффекты и звук, а также добавлены дополнительные материалы. 1 ноября 1999 года специальное издание «Пяти Докторов» стало первой серией с первым Доктором, которая была выпущена на DVD. Комплект, вышедший в регионе 1, также содержал комментарии Терренса Дикса и Питера Дэвисона (пятый Доктор), а в переиздании 2008 года комментарии были включены в комплекты для региона 2.
22 августа 2005 года было анонсировано, что «Пять Докторов» станет первой в истории серией «Доктора Кто», доступной для загрузки на мобильные телефоны. Случилось это в рамках сотрудничества BBC Worldwide с технологической компанией Rock Player.
К 25-й годовщине выхода серии в 2008 году, «Пять Докторов» вновь были переизданы в виде коллекционного DVD-комплекта, в который вошла оригинальная версия серии, транслировавшаяся в эфире, специальная версия и четвёртый выпуск Doctor Who DVD Files (в который также вошли серии возрождённого сериала «Долгая игра» и «День отца»).

### Обзоры
- Рецензия на сайте Outpost Gallifrey
- Обзор на сайте The Doctor Who Ratings Guide
- Обзор коллекционного издания на сайте The Doctor Who Ratings Guide

### Новеллизация
- Обзор новеллизации на сайте The Doctor Who Ratings Guide